# Podostemon ceratophyllum
Podostemon ceratophyllum là một loài thực vật có hoa trong họ Podostemaceae. Loài này được Michx. miêu tả khoa học đầu tiên..